# Helmut Federle
Helmut Federle, född 31 oktober 1944 i Solothurn, Schweiz, schweizisk konstnär, verksam i Wien, Österrike.
Federle arbetar i en minimalistisk tradition.

## Utställningar
- Jeu de Paume, Paris, 1995
- Kunstmuseum Bonn, 1995
- Venedigbiennalen, 1997
- IVAM, Valencia, 1998